# Lego Technic
Lego Technic (рус. Лего Техник) — линейка соединительных пластиковых стержней и деталей Lego. Эта линейка предоставляет больше возможностей по созданию сложных конструкций в сравнении с более простыми в соединении классическими наборами Lego.
Эта концепция была введена в 1977 году, а название Technic получила в 1982 году.

## Обзор
Комплекты Lego Technic часто характеризуются наличием специальных деталей, таких как шестерни, оси и штифты. Кроме того, имеются балки и пластины с отверстиями. Некоторые комплекты также поставляются с пневматическими элементами или электродвигателями. В последние годы элементы Lego Technic используются в серии Bionicle и в серии Lego Education.
Со временем стиль наборов Lego Technic менялся. Конструкторы, выпускаемые с 2000 года, были названы «конструкцией без шипов» (шипы — это маленькие круглые цилиндры на традиционных кирпичах Lego). Вместо блоков Lego Technic использует балки с соединительными штырьками.
Линия роботизированных конструкторов Mindstorms также использует элементы Lego Technic. Линейка Mindstorms EV3 (выпущена в сентябре 2013 года), а также линейка Mindstorms NXT (выпущена в августе 2006 года) основаны на методе строительства без штырьков.

## Компоненты Lego Technic
Детали Lego Technic дополняют обычные кирпичи Lego целым рядом новых блоков, которые предлагают новые функции и стили строительства. Наиболее существенным отличием от обычного Lego является то, что кирпичи с одним штырьком («балки») имеют круглые отверстия в вертикальной поверхности. Эти отверстия могут вмещать штифты, которые позволяют надежно удерживать две балки рядом друг с другом или поворачивать их под углом. Отверстия также выступают в роли подшипников для осей, к которым можно прикрепить шестерни и колеса для создания сложных механизмов. Балки без шипов (шипы — это шишки, традиционно связанные с деталями Lego), называемые «liftarms», были впервые введены в 1989 году, и в течение 1990-х и 2000-х годов с течением времени было введено все больше конструкций лифтовых балок.

## Балки без шипов
Хотя лифтовые блоки (балки без шипов) присутствуют в наборах Technic с 1989 года, переход от преимущественно шипованной конструкции к преимущественно не шипованной конструкции в 2000 году представлял собой серьёзный сдвиг парадигмы и был довольно спорным. Первоначально лифт балки использовались в качестве основных элементов для укладки или для создания небольших сборочных узлов, прикрепленных к шипованным шасси. В связи с увеличением количества представленных конструкций лифтов, переломный момент был достигнут примерно в 2000 году, когда модели были представлены в основном из лифтов, а не из традиционных балок.
Основным преимуществом конструкции без шпилек является добавление новых методов строительства, которые ранее были недоступны. Подъемные рычаги имеют ширину ровно на 1 единицу, в отличие от шипованных балок, которые кратны одной единице. Может быть неудобным использование шипованных балок в вертикальных конструкциях, потому что необходимо вставить пластины между шипованными балками, чтобы выровнять отверстия. Балки без шипов обеспечивают большую гибкость при строительстве в нескольких измерениях, оставаясь совместимыми с «классическими» шипованными балками. Некоторые люди строящие из лего также считают, что модели, изготовленные из балок без шипов, выглядят лучше, чем их шипованные аналоги.
Однако не шипованная конструкция также имеет свои недостатки. Конструкция без шипов не сразу интуитивно понятна, поэтому строителю приходится думать на пять или шесть шагов вперед. В то время как конструкция с шипами соответствует классической схеме строительства снизу вверх, конструкция без шипов требует строительства как изнутри так и снаружи. Отмечено, что конструкции без стержней часто бывают более гибкими, чем эквивалентные конструкции с шипами. Это происходит из-за количества изгибов в штифтах на основе зажимов, которые используются для соединения частей без шипов, в то время как шипы обеспечивают более жесткую посадку и более сильное трение. Начиная с 2005 года, Lego начало заново включать шипованные кирпичи обратно в линию Technic, что можно увидеть в наборах, таких как 8421 (842156)). Однако шипованные кирпичи используются в основном для крепления передних решеток в транспортных средствах, а прозрачные пластины — для освещения.

## Моторы
Конструкторы Lego Technic всегда включали в себя множество различных электродвигателей. В целом, они делятся на те, которые питаются от батарей, которые находятся в батарейном блоке или от электросети через трансформатор. Питание от батареи является наиболее распространенным.
Самые ранние двигатели (x469b) имели рабочее напряжение 4,5 В и состояли из модифицированного «двигателя электропоезда» (x469), и наряду с четырьмя ведомыми втулками для колёс было добавлено отверстие для оси, позволяющее использовать оси различной длины. Хотя они выпускались в наборах с деталями Technic, они не продавались как двигатели данной серии конструктора. Первым специализированным двигателем Technic был кубик с закругленными углами на 4,5 В (номер по каталогу 6216м), выпущенный в 1977 году как часть блока питания Expert Builder (960-1) и дополнительного комплекта (870-1), который выводился через небольшую выступающую ось, которая вращалась, когда двигатель был включен. Двигатель не содержал передаточного механизма, что приводило к высокой скорости вращения и низкому крутящему моменту. Передаточный механизм и квадратный корпус прилагались в комплекте. В наборе 880-1 был также включён 12-вольтный двигатель тех же габаритов, что и 4,5-вольтный двигатель. Версия на 12 вольт визуально отличается тем, что она чёрная, а не серая как 4,5-вольтный двигатель. Двигатель 4,5 В был заменен аналогичным, но квадратным двигателем 9 В в 1990 году. Современные двигатели содержат отверстие для оси, позволяющее использовать оси различной длины.

## Система Power Functions
В конце 2007 года была выпущена новая система двигателя под названием Power Functions; она была включена в комплект моторизированного бульдозера 8275. Она состояла из двигателей, двух ИК-приемников, пульта дистанционного управления и батарейного блока, в результате чего появилась модель с дистанционным управлением. С помощью этих наборов можно создавать или преобразовывать механическое движение в моторизованное с помощью электродвигателей, которые управляются с помощью переключателей или инфракрасного дистанционного управления. Планы для этого набора включают больше частей, которые добавят ещё больше возможностей управления и различных комбинаций. Компания Lego уже приступила к разработке и продаже моделей (комплектов) Lego Technic, которые можно легко модифицировать с помощью системы Power Functions. Например, такие модели, как экскаватор 8294 и телескопический погрузчик 8295, продаются как классические модели Lego Technic с механическим движением, но в них предусмотрено свободное место для компонентов Power Functions с заводскими инструкциями по выполнению преобразования в модель с электрическим приводом.

## Пневматика
Lego пневматика — это множество деталей Lego, в которых используется давление воздуха и специальные компоненты для выполнения различных действий с использованием принципов пневматики. Компоненты пневматики LEGO были впервые представлены как часть ассортимента LEGO Technic в 1984 году. С момента своего появления пневматика LEGO была представлена в различных продуктах LEGO Technic и LEGO Educational. Первое поколение LEGO Pneumatics существовало с 1984 по 1988 год. Это поколение характеризуется пневматическими цилиндрами с одним портом и более сложными элементами, включая трехпортовый распределительный блок с выходным отверстием для давления и вакуума. Эти напорные и вакуумные линии проходили к переключателю для обеспечения давления расширения или вакуума при втягивании пневматических цилиндров. В 1989 году была модернизирована пневматическая линия LEGO, и был представлен новый цилиндр и насос. Старые цилиндры и насосы были сняты с производства. Основное отличие состоит в том, что новый цилиндр теперь имел два входных клапана, что позволяло как толкать, так и тянуть, не требуя сложных цепей, включающих часть распределительного блока. Цилиндры поколения 2 также имели металлические стержни, так что они больше напоминали настоящие гидравлические цилиндры. За прошедшие годы в этой линейке появилось несколько новых элементов. Новый насос основывался на пружине и мог работать только вручную, что ограничивало пневматическую мощность. Это значительно ограничивало мощность пневматических цепей. В 1992 году LEGO представил две разработки; маленький насос и маленький цилиндр. У маленького насоса не было пружины, и он был разработан для работы с двигателем, который позволял бы работать непрерывно. По состоянию на 2011 год маленький насос появился только в одном наборе — 8868 Air Tech Claw Rig — и в нескольких комплектах деталей (больше недоступны). Новая версия маленького насоса была выпущена в комплекте Lego 8110 Unimog U400 (2011).

## Зубчатая передача
С 1977 года в комплекты Lego Technic включены шестерни для передачи мощности вращения, а также для повышения или понижения скорости. Зубчатые колеса бывают нескольких размеров: с 8-ю засечками, с 16-ю засечками, с 24-мя засечками и с 40-ка засечками цилиндрических зубчатых колес; 12-ти, 20-ти засечных и 36-ю засечками конических зубчатых колес; и 12-ти зубьев и 20-ти зубьев единственных конические зубчатые колеса. Двойные конические зубчатые колеса срезаны, поэтому они также могут быть зацеплены как цилиндрические зубчатые колеса. Существует также шестерня сцепления на 16 засечек и фрикционная шестерня на 24 зуба, которая проскальзывает, когда на неё подается определённый крутящий момент, чтобы предотвратить повреждение деталей или выгорание двигателей. В дополнение к стандартным передачам, некоторые комплекты включают в себя рейку, сцепление и даже червячные передачи и дифференциалы. Оригинальный дифференциал имел коническое зубчатое колесо с 28-ю зубьями, предназначенное для сцепления с коническим зубчатым колесом с 14-ю зубьями (заменено зубчатым колесом с 12-ю зубьями), чтобы обеспечить уменьшение 2: 1. Они также могут быть объединены с более новыми двойными коническими зубчатыми колесами. Он был заменен более новым дизайном, включающим 16 зубчатых и 24 зубчатых передач на противоположных сторонах корпуса. Внутри корпуса находятся три 12-ти зубчатых конических шестерни. По состоянию на 2008 год была выпущена обновленная версия оригинального дифференциала, оптимизированная для бесштырьковой конструкции. Звенья цепи были также введены в качестве дополнительного способа соединения зубчатых колес. Натяжение (обусловленное правильным количеством используемых деталей звеньев цепи) наряду с сочетанием используемых размеров зубчатого колеса имеет решающее значение для надежной работы. 8-ми зубчатые передачи для этой цели не рекомендуются.

## Фигурки Technic
Фигурки Technic — это фигурки, которые появлялись в наборах Техника время от времени, но в значительной степени фигурируя в линейке CyberSlam/Competition. Впервые они были введены в 1986 году в линию Arctic Action и выпускались до 2001 года. Они намного крупнее и имеют несколько больше суставов, чем стандартные минифигурки, включая сгибаемые локтевые и коленные суставы. Каждая фигурка поставляется уже в собранном виде и не предназначена для разбора, но детали можно оторвать, потянув слишком сильно. Они могут подключаться как к стандартным кирпичам Lego System, так и к деталям Technic, а колышки Technic могут поместиться в их руках. Было создано 27 различных видов фигурок Technic, некоторые наборы включали одинаковые фигуры, но с разными аксессуарами и наклейками.